# Wolfgang von Nostitz
Wolfgang von Nostitz (ur. 28 lutego 1940 w Bernie) – niemiecki polityk i prawnik, od 1987 do 1989 poseł do Parlamentu Europejskiego II kadencji.

## Życiorys
Zawodowo praktykował jako adwokat. Był działaczem partii Zielonych w Bawarii, publikował artykuły w partyjnych gazetach. Zainicjował m.in. powstanie lokalnego targu rolniczego w Herrsching am Ammersee. W 1984 kandydował do Parlamentu Europejskiego, mandat uzyskał 28 lutego 1987 (zgodnie z przyjętą przez część środowiska Zielonych rotacyjnością zwolniła go Dorothee Piermont). Przystąpił do Grupy Tęcza, został członkiem Komisji ds. Regulaminu, Weryfikacji Mandatów i Immunitetów, Komisji ds. Instytucjonalnych oraz Komisji ds. Petycji. W 1990 kandydował w wyborach do Bundestagu, zdobywając 6,1% głosów.